# 1998 VD5
1998 VD5 är en asteroid i huvudbältet som upptäcktes den 11 november 1998 av den kroatiska astronomen Korado Korlević vid Višnjan-observatoriet.
Asteroiden har en diameter på ungefär 10 kilometer och den tillhör asteroidgruppen Themis.